# Catantops minor
Catantops minor är en insektsart som beskrevs av Vitaly Michailovitsh Dirsh 1956. Catantops minor ingår i släktet Catantops och familjen gräshoppor. Inga underarter finns listade i Catalogue of Life.